# مکسول (فیلم)
مَـکسوِل (انگلیسی: Maxwell) یک تله‌فیلم بریتانیایی دربارهٔ روزهای آخر زندگی رابرت مکسول است که در سال ۲۰۰۷ از شبکهٔ بی‌بی‌سی دو پخش شد.

## بازیگران
- دیوید سوشی در نقش رابرت مکسول
- پاتریشا هاج در نقش الیزابت بتی مکسول
- دنیلا دنبی-اش در نقش آندرئا، منشی رابرت مکسول
- دن استیونز در نقش بیزیل بروکس